# تاريخ النيجر

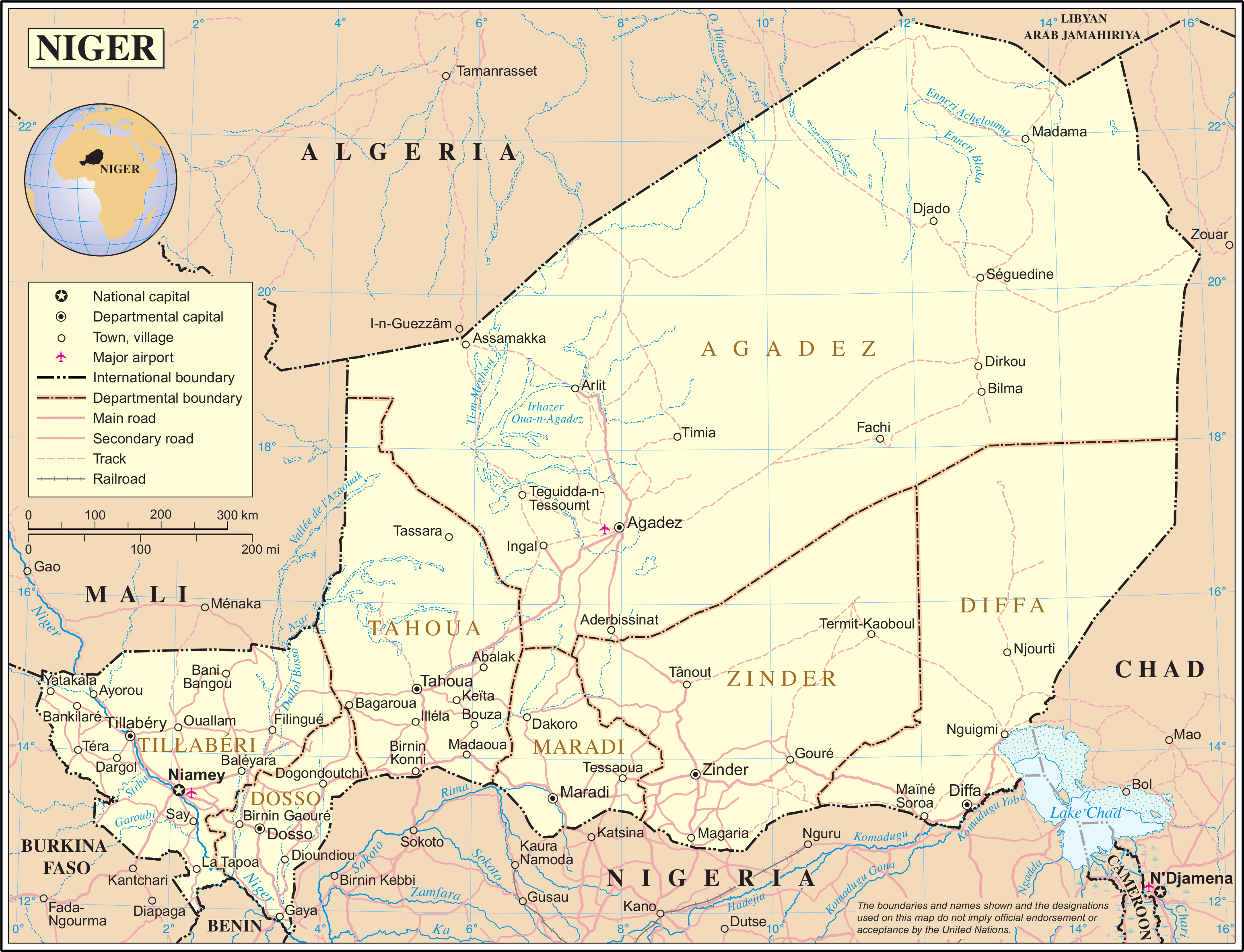

تاريخ النيجر منذ عصور ما قبل التاريخ حتى الوقت الحاضر.

## النجير ما قبل التاريخ
عاش البشر في النيجر الحالية منذ أقدم العصور. عُثر على بقايا أسترالوبيثكس باهريلغزالي التي يبلغ عمره من 2 إلى 3.5 مليون عام في تشاد المجاورة.
على علماء الآثار في النيجر الكثير من العمل للقيام به، مع توفر القليل من المعرفة عن عصور ما قبل التاريخ للمجتمعات التي سكنت الجنوب، موطن الغالبية العظمى من النيجيريين الحاليين. رغم ذلك، جذبت الصحاري وجبال الشمال الانتباه إلى المدن المهجورة القديمة والمنحوتات الصخرية التي كانت موجودة قبل التاريخ والتي وجدت في جبال آير وصحراء تينيري.
تشير أدلة كبيرة إلى أنه قبل نحو 60 ألف سنة، كان البشر يسكنون ما أصبح منذ ذلك الحين الصحراء المقفرة في شمال النيجر. في وقت لاحق، كان هناك مراعي خصبة كبيرة، من 7000 سنة قبل الميلاد على الأقل، ورعي الأغنام والماعز ومستوطنات الكبيرة وصناعة الفخار. أدخِلت الماشية إلى الصحراء الوسطى أهاجار من 4000 إلى 3500 قبل الميلاد. عُثر على العديد من اللوحات صخرية رائعة، في جبال آير، يعود تاريخها إلى 3500 إلى 2500 عام قبل الميلاد، تصور النباتات والوجود الحيواني وتختلف عن التنبؤات الحديثة.
يشير أحد الاكتشافات إلى أن الصحراء الموجودة حاليًا في شمال شرق النيجر كانت موطنًا لسلسلة من مجتمعات عصر الهولوسين. أوضح أحد المواقع الصحراوية كيف يعيش الصيادون المستقرون على حافة البحيرات الضحلة بين 7700-6200 قبل الميلاد، لكنهم اختفوا خلال فترة الجفاف الشديد التي ربما استمرت لألف عام بين 6200-5200 قبل الميلاد. يعود تاريخ العديد من القرى الشمالية السابقة والمواقع الأثرية من فترة الصحراء الخضراء إلى 7500-7000 إلى 3500-3000 قبل الميلاد. عندما عاد المناخ إلى مراعي السافانا -وهي أكثر رطوبة من مناخ اليوم- وعاودت البحيرات الظهور فيما يُعرف الآن بصحراء تينير الحديثة، ظهر سكان يمارسون الصيد وصيد الأسماك وتربية الماشية. نجا هذا المجتمع من السكان حتى العصور التاريخية تقريبًا، بين 5200-2500 قبل الميلاد، عندما بدأت الفترة القاحلة الحالية.
عندما جفت الصحراء بعد عام 2000 قبل الميلاد، أصبح شمال النيجر الصحراء المعروفة حاليًا، إذ تعلقت المستوطنات والطرق التجارية بالهواء في الشمال، وكوار وشاطئ بحيرة تشاد في الغرب، (بصرف النظر عن تشتت الواحات) يعيش معظم الناس على طول الحدود الجنوبية مع نيجيريا وجنوب غرب البلاد.

### البيئة الإقليمية القديمة المحتملة
تمتع شمال أفريقيا بمناخ خصب خلال الحقبة شبه البيلوفية. تدعم الصحراء الحالية نوعًا السافانا، والفيلة والزرافات وغيرها من الحيوانات العشبية والغابات التي أصبحت الآن نموذجية لمنطقة الساحل جنوب الصحراء. وصف المؤرخ وعالم الأفريقيات رولاند أوليفر المشهد على النحو التالي:
«في مرتفعات الصحراء الوسطى بعد الصحراء الليبية، في قمم جبال تيبيستي وهوجار، كانت قمم الجبال، وهي الصخور العارية اليوم، مغطاةً في هذه الفترة بغابات من البلوط والجوز والليمون والألدر والدردار. حملت المنحدرات السفلية، إلى جانب تلك المعاقل الداعمة -تاسيلي وأكاكوس إلى الشمال، وإنيدي وجو إلى الجنوب- الزيتون والعرعر وحلب الصنوبر. في الوديان، تتدفق الأنهار باستمرار وتوجد فيها الأسماك وتحدها المراعي الحاملة للبذور.

### تكنولوجيا تشغيل المعادن
اقترحت دراسة نشرتها اليونسكو عام 2002 أن صهر الحديد في تيرميت شرق النيجر ربما بدأ في وقت مبكر من عام 1500 قبل الميلاد. هذه النتيجة، التي تُعد ذات أهمية كبيرة لكل من تاريخ النيجر وتاريخ نشر تكنولوجيا تشغيل المعادن في العصر الحديدي في كل أفريقيا جنوب الصحراء الكبرى، ما تزال مثيرة للجدل حتى الآن. تشير الدراسات المقبولة الأقدم إلى انتشار كل من تكنولوجيا النحاس والحديد من أوائل الألفية الأولى بعد اكتشاف تيرميت ماسيف.